# Патрік Мтіліга
Патрік Мтіліга (дан. Patrick Mtiliga, нар. 28 січня 1981, Копенгаген) — данський футболіст, що має танзанійське коріння, лівий захисник клубу «Нордшелланд» та національної збірної Данії.

## Клубна кар'єра
У дорослому футболі дебютував 1998 року виступами за команду клубу «Б 93», в якій провів один сезон, взявши участь у 13 матчах чемпіонату. 
Своєю грою за цю команду привернув увагу представників тренерського штабу клубу «Феєнорд», до складу якого приєднався 1999 року. Перебував на контракті з клубом з Роттердама наступні вісім сезонів своєї ігрової кар'єри, перші п'ять з яких провів на правах оренди в іншій роттердамській команді, «Ексельсіорі», що на той час була своєрідним фарм-клубом «Феєнорда». 
Згодом з 2006 по 2011 рік грав у складі команд клубів «НАК Бреда» та «Малага».
До складу клубу «Нордшелланд» приєднався 2011 року. Наразі встиг відіграти за команду з Фарума 30 матчів у національному чемпіонаті.

## Виступи за збірні
Протягом 2000–2002 років  залучався до складу молодіжної збірної Данії. На молодіжному рівні зіграв у 9 офіційних матчах, забив 1 гол.
У 2008 році дебютував в офіційних матчах у складі національної збірної Данії. Наразі провів у формі головної команди країни 5 матчів.
У складі збірної був учасником чемпіонату світу 2010 року у ПАР.